# Карабанов, Александр Кириллович
Александр Кириллович Карабанов (25 октября 1952 — 3 августа 2019) — белорусский учёный в области геологии, академик Национальной академии наук Беларуси (2014).
После окончания географического факультета Белорусского государственного университета (1974) работал в Институте геохимии и геофизики Академии наук Беларуси, с 1985 г. старший научный сотрудник, с 1992 г. заведующий лабораторией.
С 2008 г. директор и одновременно заведующий лабораторией Института природопользования Национальной академии наук Беларуси.
Научные интересы — геология, неотектоника, геодинамика и геоморфология Беларуси.
Доктор геолого-минералогических наук (2003), профессор (2011). Академик Национальной академии наук Беларуси (2014; член-корреспондент с 2004).
Автор (соавтор) более 200 научных работ, в том числе 13 монографий.
Лауреат Премии Национальной академии наук Беларуси 2008 года за цикл работ «Разломы и линеаменты земной коры Беларуси: теоретические и прикладные аспекты».
Награждён медалью.
Сочинения:
- Гродненская возвышенность: строение, рельеф, этапы формирования. Мн.: Наука и техника, 1987.
- Геология Беларуси. Мн.: ИГиГ НАН Беларуси, 2001 (в соавт.).
- Разломы земной коры Беларуси. Мн.: Красико-Принт, 2007 (в соавт.).
- Неотектоника и неогеодинамика запада Восточно-Европейской платформы. Мн.: Беларуская навука, 2009 (в соавт.).
- Культавыя і гістарычныя валуны Беларусі. Мн.: Беларуская навука, 2011 (в соавт.).

Умер 3 августа 2019 года, похоронен на Восточном кладбище Минска.